# Opogona apicalis
Opogona apicalis är en fjärilsart som beskrevs av Thomas Vernon Wollaston 1879. Opogona apicalis ingår i släktet Opogona och familjen äkta malar. Inga underarter finns listade i Catalogue of Life.